# Calliteara fortunata
Calliteara fortunata, gelegentlich im Deutschen als Kanaren-Streckfuß bezeichnet, ist ein Schmetterling aus der Unterfamilie der Trägspinner (Lymantriinae) innerhalb der Familie der Eulenfalter (Noctuidae).

## Merkmale

### Falter
Die männlichen Falter besitzen eine Flügelspannweite von 35 bis 45 Millimetern. Die Weibchen werden mit 43 bis 60 Millimetern Spannweite größer, als die Männchen. Auf den grauen bis graubraunen Vorderflügeln befinden sich dünne, schwarze, teilweise gezackte Querlinien, die bei den Weibchen schwächer ausgeprägt sind und zuweilen gänzlich fehlen. In der Diskalregion hebt sich vom Vorderrand ausgehend ein heller Bereich ab. Die Hinterflügel sind hell graubraun und zeichnungslos. Die Fühler der Männchen sind doppelt gekämmt, diejenigen der Weibchen sind sehr schwach kammzähnig. Der Saugrüssel ist verkümmert.

### Raupe

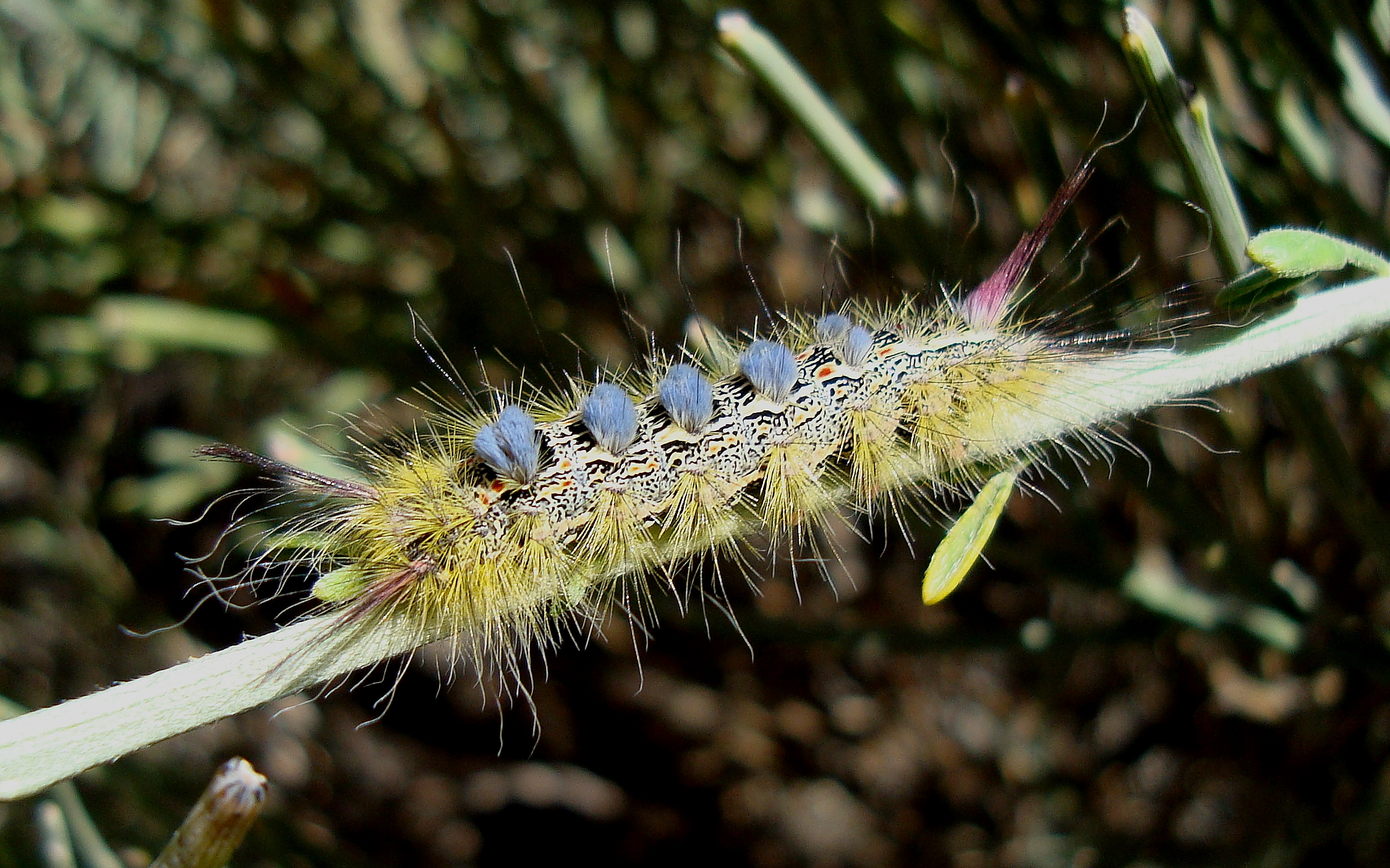
Raupe

Erwachsene Raupen sind in der Grundfarbe bräunlich marmoriert und zeigen weißliche Nebenrückenlinien sowie orange Flecke. Sie sind auffallend behaart und tragen an den Seiten zahlreiche lange gelbliche Haare. Auf dem Rücken befinden sich auf den Segmenten vier bis sieben dichte, nach oben gerichtete, meist bläuliche Haarpinsel sowie auf dem elften Segment ein weiterer, nach hinten gerichteter, rotbrauner Haarpinsel, der längere Haare aufweist.

### Ähnliche Arten
Der Ginster-Streckfuß (Calliteara fascelina) zeigt breitere Flügel und in der Regel eine kontrastreichere Zeichnung.

## Geographische Verbreitung und Vorkommen
Die Art ist auf den westlichen Kanarischen Inseln endemisch und besiedelt gerne Kiefernwälder.

## Lebensweise
Da von Calliteara fortunata gleichzeitig Falter, Raupen und Puppen gefunden wurden, sind bezüglich der Generationsfolge weitere Untersuchungen notwendig. Die Männchen fliegen am Tage und besuchen in der Nacht auch künstliche Lichtquellen. Als Nahrungspflanzen der Raupen wurden Kanarische Kiefer (Pinus canariensis), Gagelbaum (Myrica faya) und Adenocarpus foliolosus nachgewiesen. Auf den einzelnen Inseln werden unterschiedliche Nahrungspflanzen genutzt.